# Beccariola confusa
Beccariola confusa là một loài bọ cánh cứng trong họ Endomychidae. Loài này được Strohecker miêu tả khoa học năm 1970.